# 783
783 (DCCLXXXIII) var ett normalår som började en onsdag i den julianska kalendern.

## Händelser

### Okänt datum
- Den bysantinske generalen Staurakios anfaller Sklavinien.

## Födda
- Yang Sifu, kinesisk kansler.

## Avlidna
- 30 april — Hildegard av Vinzgouw, frankisk drottning, gift med Karl den store
- 12 juli — Bertrada av Laon, frankisk drottning, gift med Pippin den lille och mor till Karl den store
- Han Gan, målare under Tangdynastin